# 于晓玉
于晓玉（1967年—），山东济南人，回族，中华人民共和国政治人物、第十一届全国人民代表大会山东地区代表。
毕业于山东省委党校经济管理专业，是中共党员。担任山东中瑞海产食品有限公司董事长。2008年起担任全国人大代表。